# Сенполия
Сенпо́лия (лат. Saintpaulia) — ранее монотипный род красивоцветущих травянистых растений семейства Геснериевые (Gesneriaceae).
Согласно базе данных сайта World Flora Online Plant List род Saintpaulia сведён к синонимам рода Стрептокарпус (Streptocarpus). В соответствии с современной классификацией таксон Saintpaulia является секцией Streptocarpus sect. Saintpaulia.
Представители рода (секции) под названием узамба́рская фиа́лка известны как популярные комнатные растения.
В естественных условиях произрастает в горных регионах Восточной Африки.

## История открытия
Растение было открыто в 1892 году бароном Вальтером фон Сен-Полем (встречается также другой вариант русского написания этой фамилии — Сенполь) (1860—1940), военным комендантом Узамбарского округа Германской Восточной Африки — колонии Германии, находившейся на территории современных Танзании, Бурунди и Руанды. Вальтер Сен-Поль обратил внимание на это растение во время прогулки. Собранные семена он выслал своему отцу — президенту Германского дендрологического общества Ульриху фон Сен-Полю, а тот передал их ботанику Герману Вендланду (1825—1903). Вендланд вырастил растение из семян и в 1893 году описал его как Saintpaulia ionantha (Сенполия фиалкоцветковая, или Сенполия фиалкоцветная), выделив этот вид в отдельный род, который он назвал в честь отца и сына Сен-Полей.
Впервые сенполия была представлена на международной выставке цветов в Генте в 1893 году. После выставки право промышленного разведения было приобретено фирмой Э. Бенари. В 1927 году сенполии попали в США, где сразу завоевали популярность как комнатные растения. К 1949 году было выведено уже сто сортов. На сегодня число сортов превышает 35 тысяч, из них отечественных свыше 5 тысяч.

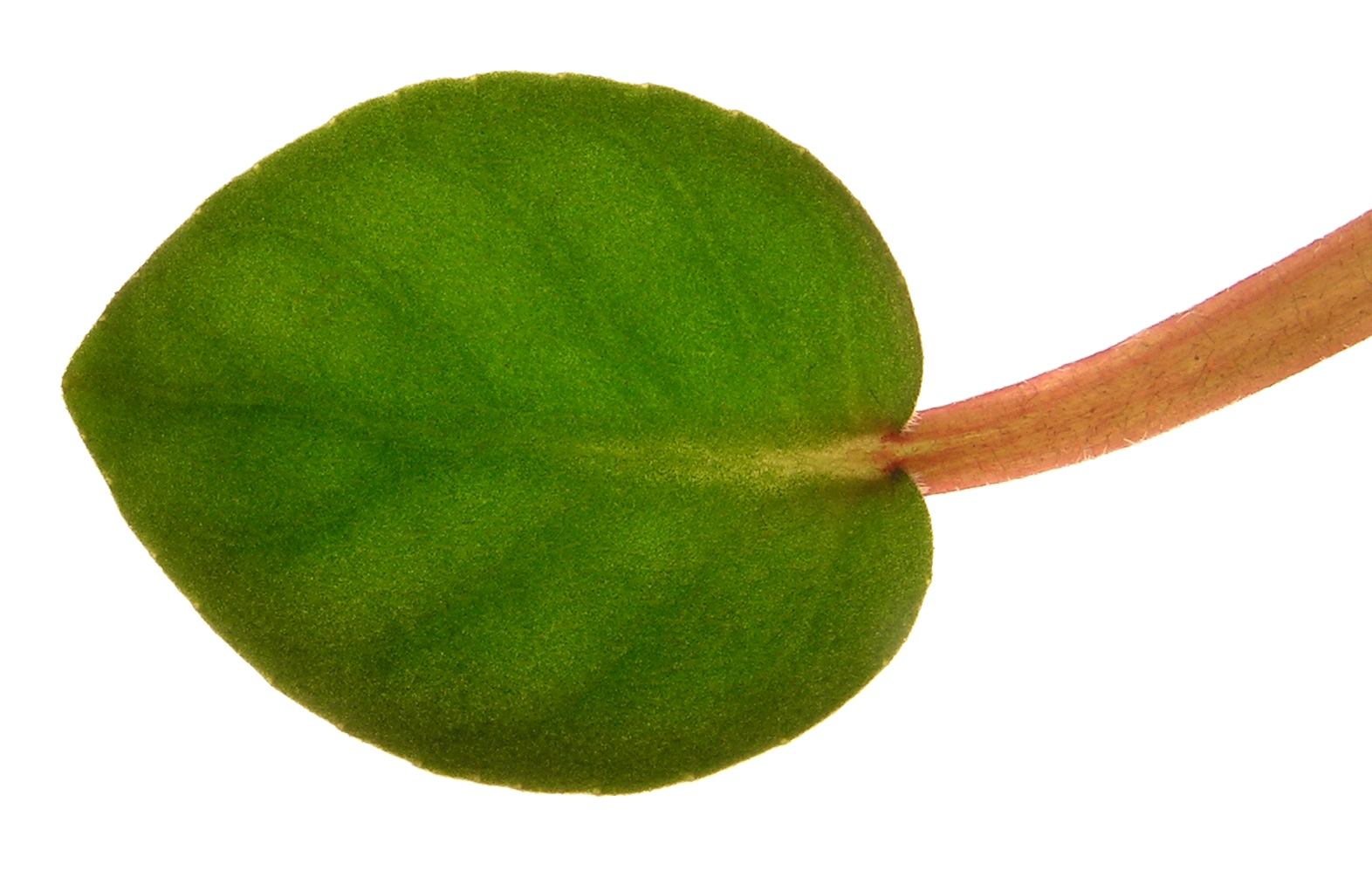
Лист гибридной сенполии

## Биологическое описание
Представители рода — низкорослые вечнозелёные многолетние травянистые растения.
Стебли укороченные, с прикорневой розеткой листьев.
Листья кожистые, покрыты ворсинками, округлые, обычно со слегка неравнобоким сердцевидным основанием, с округлой или короткозаострённой верхушкой. Могут быть как однородной зелёной окраски, так и пятнистыми.
Цветки — с пятью лепестками и чашелистиками, собраны в кисти. Тычинок две. Гинецей паракарпный (то есть одногнёздный с постенной плацентацией), из двух плодолистиков. Имеет один пестик с верхней завязью.
Плод — коробочка с многочисленными мелкими семенами с прямым зародышем.

## Распространение

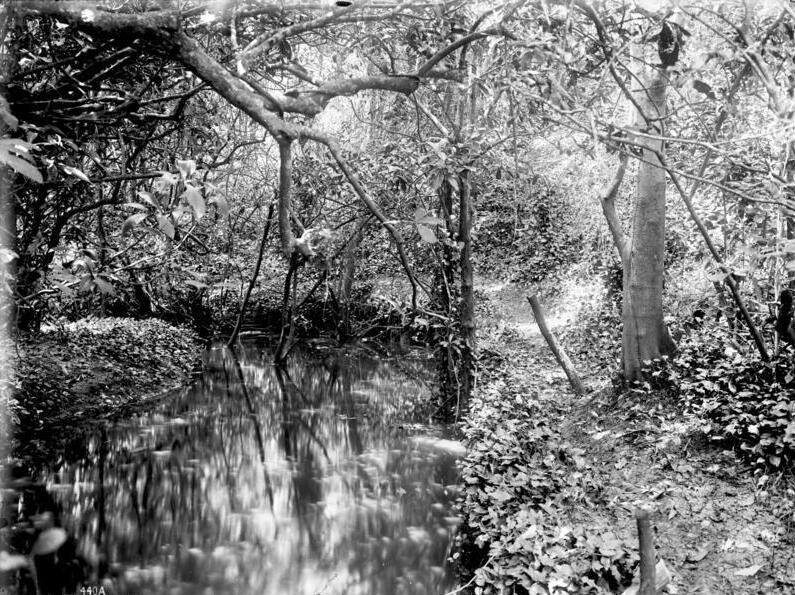
В Узамбарских горах

Ареал сенполии ограничен горными регионами Танзании и Кении, при этом подавляющее большинство видов встречается только в Танзании, в Улугурских и Усамбарских (Узамбарских) горах (на современных картах обычно используется название «горы Усамбара»). Из видов, встречающихся на территории Кении, можно назвать Saintpaulia teitensis B.L.Burtt (1958).
Сенполии нередко растут около водопадов, на террасах рек, в условиях водяной пыли и тумана.

## Сенполия в комнатном цветоводстве

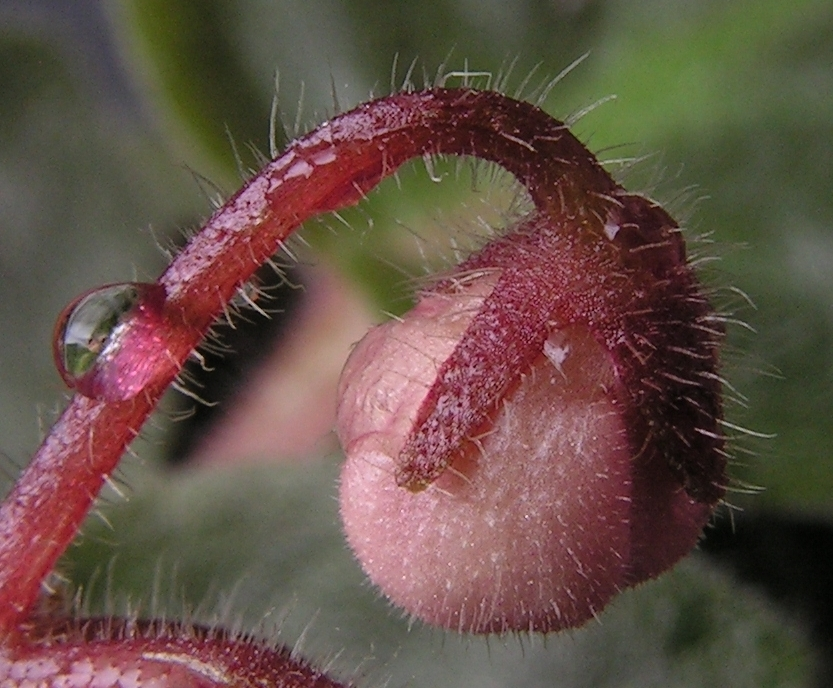
Бутон гибридной сенполии

### Сорта

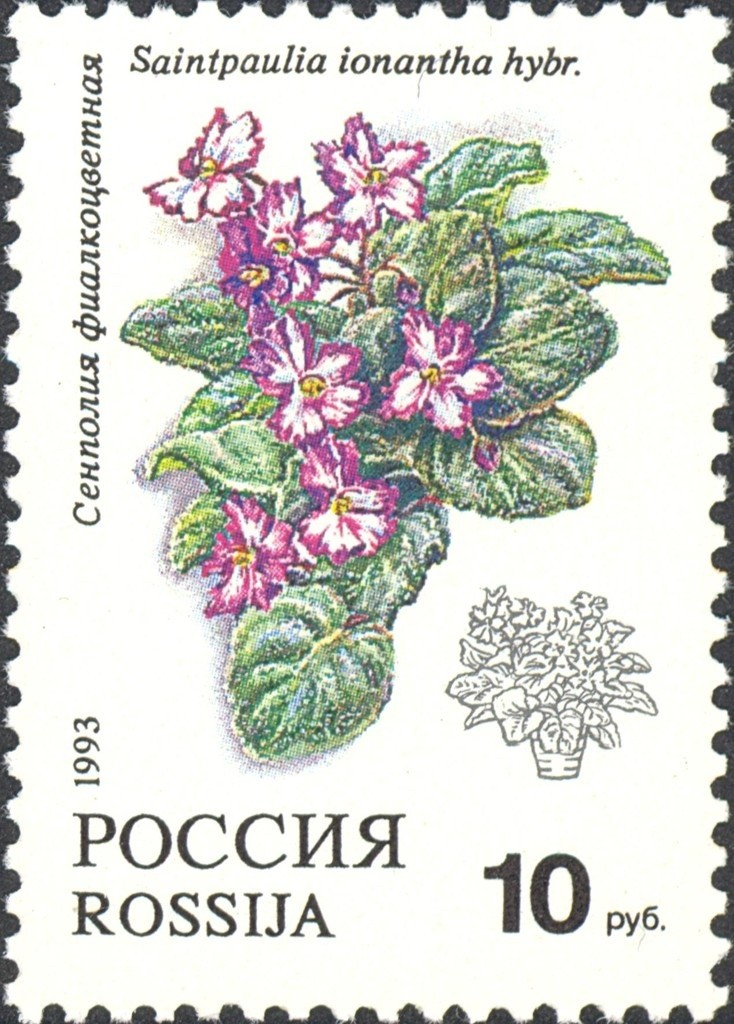
Почтовая марка России

Сенполия уже давно используется в комнатном цветоводстве, и к настоящему времени выведено множество сортов этого растения. Большинство из них являются гибридами сенполии фиалкоцветной (Saintpaulia ionantha), а также межвидовыми гибридами Saintpaulia ionantha и некоторых других видов сенполии (Saintpaulia magungensis, Saintpaulia comfusa). В цветоводстве ко всем гибридам сенполии иногда применяют обобщающее наименование сенполия гибридная (Saintpaulia hybrida).
Сорта сенполий делят на несколько групп, в первую очередь по окраске и форме цветков и по их типу. По этому принципу выделяют классические, звездообразные, фантазийные, каёмчатые сенполии и сенполии-«химеры».
По типу листьев растения в первую очередь различаются как «мальчики» (англ. boy) и «девочки» (англ. girl). У растений-«девочек» на верхней стороне в основании листа есть светлое пятно, у сортов группы «мальчики» листья полностью зелёные. Наиболее часто встречаются сенполии с розетками, диаметр которых варьирует от 20 до 40 см. Существуют сорта-гиганты (диаметр от 40 до 60 см), миниатюры (до 15 см) и даже так называемые микроминиатюры; у последних растений диаметр розеток всего около 6 см.
Современные сорта обычно значительно хуже передают сортовые признаки, чем сорта более ранней селекции, к примеру селекции Б. М. Макуни.
Некоторые сорта:
- Saintpaulia 'Chimera Monique' — цветки этого сорта имеют сиреневые лепестки с белой каймой.
- Saintpaulia 'Chimera Myrthe' — цветки этого сорта имеют розово-красные лепестки с белой каймой.
- Saintpaulia 'Ramona' — сорт с густо-розовыми махровыми цветками, в центре которых эффектно смотрятся жёлтые пыльники.
- Saintpaulia 'Nada' — сорт с белыми цветками.

В 2024 году российская селекция сенполий достигла невероятных масштабов и успехов. Два раза в год Сенпольный Совет России в лице Владимира Николаевича Калгина (Дом Фиалки, г. Москва), проводит Съезды селекционеров России, где каждый участник представляет новинки своей селекции.
Российских селекционеров сенполий с каждым годом становится все больше.
Например: российские селекционеры сенполий - Ирина Владимировна Кабанова и Елена Сергеевна Трофименко. Вывели более ста новых сортов сенполий и стрептокарпусов. Все сорта селекции Кабанова/Трофименко имеют приставку "КТ-"   

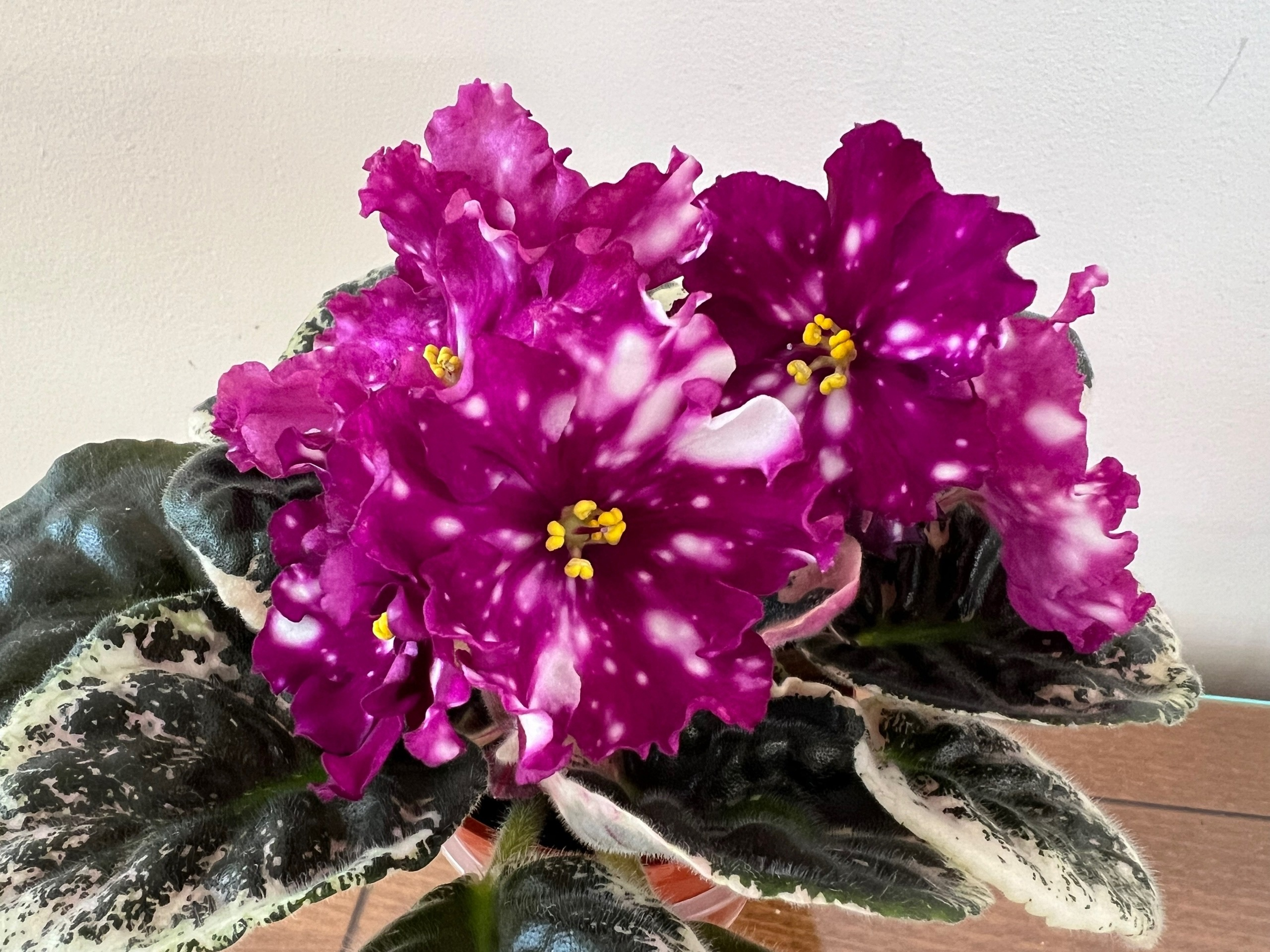
Сенполия, сорт российской селекции КТ-Мастер и Маргарита (Кабанова/Трофименко)

### Агротехника
Горшки для сенполий не должны быть слишком большими, для взрослой фиалки достаточно горшка диаметром 9 см. Диаметр горшка должен быть в три раза меньше, чем диаметр розетки фиалки.
Местоположение
Лучше всего размещать горшки на окнах западной или восточной ориентации. Для того чтобы растение освещалось со всех сторон, его периодически поворачивают. Чтобы сенполия цвела круглый год, можно использовать искусственное освещение. Лучше всего для этой цели подойдут светодиодные или люминесцентные лампы. Оптимальная температура — 20—22 °C, без резких колебаний. Сенполии боятся холодных сквозняков и прямых солнечных лучей.
Почва
В качестве почвы можно использовать легкий торфянистый субстрат с нейтральным Ph.
Профессиональные фиалководы рекомендуют использовать смесь верхового нейтрализованного торфа и перлита в соотношении 70/30 или 60/40 соответственно при верховом поливе и 50/50 — при фитильном. 
Полив

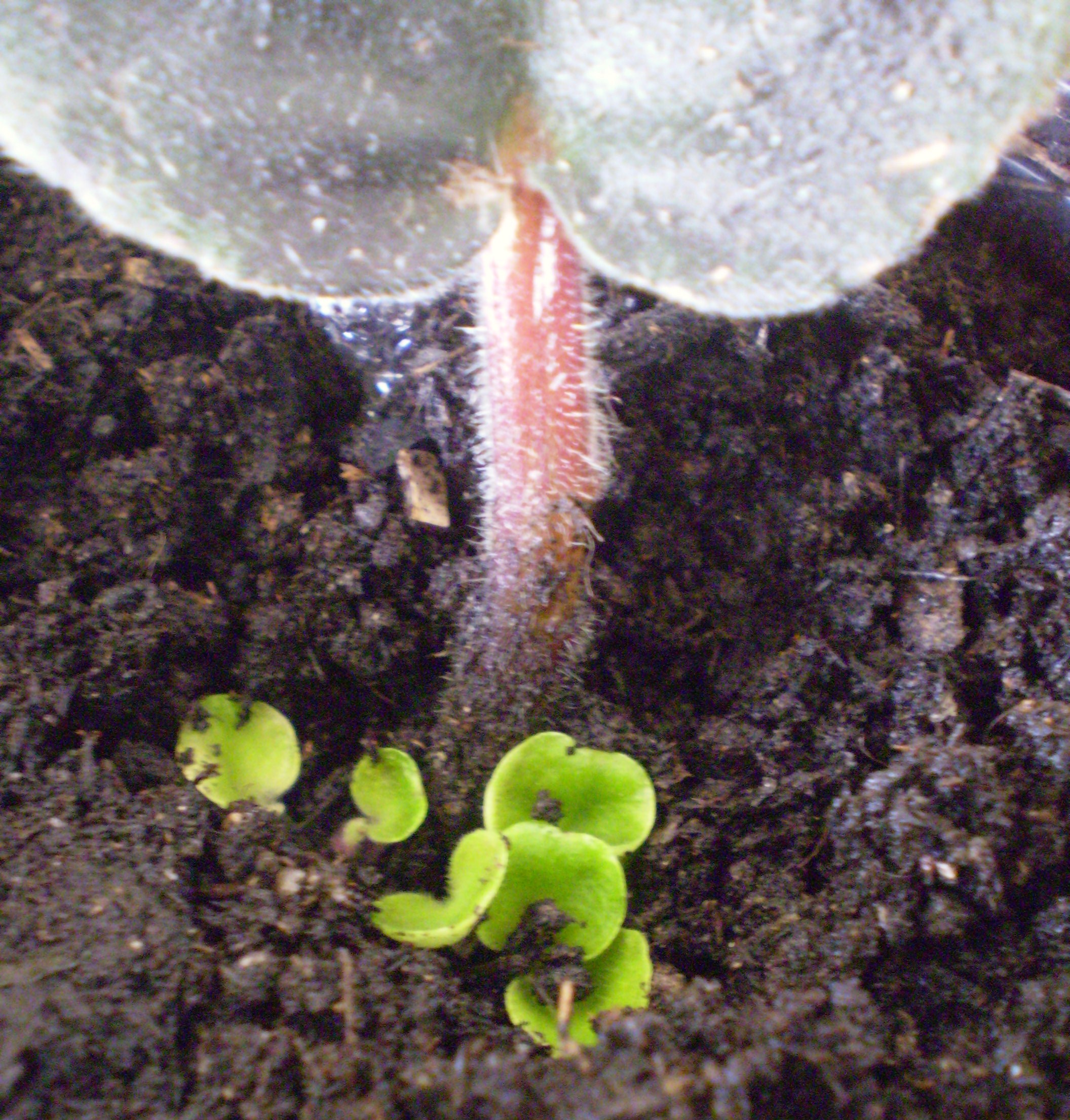
Сенполии можно размножать листовыми черенками

Поливают сенполии по мере подсыхания верхней части земляного кома. Почва должна быть постоянно увлажнённой, однако нужно следить, чтобы влага не застаивалась в корнях. Поливать необходимо по краю горшка, чтобы вода не попадала на листья. Ни в коем случае нельзя поливать сенполию холодной водой. В комнатном цветоводстве также распространён метод фитильного полива.
Подкормка комплексными минеральными удобрениями производится регулярно в период роста и цветения, примерно раз в 2 недели. Возможны подкормки при каждом поливе, однако необходимо уменьшать дозировку удобрений в 2-4 раза.
Влажность воздуха в идеале должна быть не ниже 50 %, но растения прекрасно растут и при обычной влажности в условиях квартиры. Опрыскивать растения нежелательно, так как они при попадании под солнечные лучи покрываются ожогами. Делать это можно только во время цветения, при этом воду следует распылять очень мелко (до состояния «тумана»).
Зимнее содержание
В связи с уменьшением долготы светового дня зимой лучше воспользоваться дополнительным искусственным освещением. Его продолжительность должна составлять 11—13 часов в день. При температуре ниже 15 °C освещение не приносит ощутимых результатов — все процессы в растениях замедляются. Зимой полив нужно немного ограничить.
Из-за подсушивания воздуха (в связи с отоплением) рекомендуется класть на батареи увлажнённые ткани для поднятия относительной влажности воздуха.
Размножение
Сенполии легко размножать листовыми черенками, частью листа и дочерними розетками. Самый распространённый способ — листовым черенком. Для этого нужен здоровый сформировавшийся лист. Вялый, поникший лист, как правило, загнивает. Длина черешка должна быть 2—3 см. Черенок ставят в воду до образования корней (некоторые крупнолистные сорта сразу могут образовывать и детки) или высаживают в рыхлую почву ( с добавлением перлита и вермикулита)на глубину не более 1—1,5 см под углом 30-45 градусов. Листовой черенок поливают водой комнатной температуры и помещают в тепличку для сохранения влажности воздуха полиэтиленовым пакетом, при этом важно следить, чтобы не образовывался конденсат, при его образовании — проветривать пакет. Температура — не ниже 20—22 °C. Образование корней и развитие деток длится до 1—2 месяцев.
Также можно размножать сенполии семенами. Размножение сенполий семенами происходит с расщеплением признаков, и сеянцы могут не наследовать признаков родителей.
|                    |  |  |  |
| Гибридные сенполии |  |  |  |

## Болезни и вредители
Сенполия подвержена поражению следующими вредителями:
- Мучнистые червецы (Pseudococcidae);
- Цикламеновый клещ (Tarsonemus pallidus).
- Тля (Aphidoidea).

## Классификация
В исследовании 2015 года род сенполия рассматривается как секция подрода Стрептокарпелла (Streptocarpella) рода Стрептокарпус (Streptocarpus).

### Таксономическое положение
Сенполия — один из примерно 150 родов семейства Геснериевые (Gesneriaceae) порядка Ясноткоцветные (Lamiales).
|  |                                                                              |                        |                        |                        | |                        |                        |                        | |                        |                        |  | |  |  |  |
|  | отдел Цветковые, или Покрытосеменные (классификация согласно Системе APG II) |                        |                        |                        | |                        |                        |                        | |                        |                        |  | |  |  |  |
|  |                                                                              |                        |                        |                        | |                        |                        |                        | |                        |                        |  | |  |  |  |
|  | порядок Ясноткоцветные                                                       | порядок Ясноткоцветные | порядок Ясноткоцветные | порядок Ясноткоцветные | порядок Ясноткоцветные                                                                              | порядок Ясноткоцветные | порядок Ясноткоцветные | порядок Ясноткоцветные | порядок Ясноткоцветные | порядок Ясноткоцветные | порядок Ясноткоцветные |  | ещё 44 порядка цветковых растений, из которых к ясноткоцветным наиболее близки Гарриецветные, Горечавкоцветные и Паслёноцветные |  |  |  |
|  |                                                                              |                        |                        |                        | |                        |                        |                        | |                        |                        |  | ещё 44 порядка цветковых растений, из которых к ясноткоцветным наиболее близки Гарриецветные, Горечавкоцветные и Паслёноцветные |  |  |  |
|  | семейство Геснериевые                                                        | семейство Геснериевые  | семейство Геснериевые  | семейство Геснериевые  | семейство Геснериевые                                                                               | семейство Геснериевые  | семейство Геснериевые  |                        | ещё 20 семейств, в том числе Акантовые, Бигнониевые, Вербеновые, Заразиховые, Кунжутовые, Маслиновые, Норичниковые, Подорожниковые, Яснотковые |                        |                        |  | ещё 44 порядка цветковых растений, из которых к ясноткоцветным наиболее близки Гарриецветные, Горечавкоцветные и Паслёноцветные |  |  |  |
|  |                                                                              |                        |                        |                        | |                        |                        |                        | ещё 20 семейств, в том числе Акантовые, Бигнониевые, Вербеновые, Заразиховые, Кунжутовые, Маслиновые, Норичниковые, Подорожниковые, Яснотковые |                        |                        |  | ещё 44 порядка цветковых растений, из которых к ясноткоцветным наиболее близки Гарриецветные, Горечавкоцветные и Паслёноцветные |  |  |  |
|  | род Сенполия                                                                 | род Сенполия           | род Сенполия           |                        | ещё около 150 родов, в том числе Геснерия, Глоксиния, Колерия, Синнингия, Стрептокарпус, Эсхинантус |                        |                        |                        | ещё 20 семейств, в том числе Акантовые, Бигнониевые, Вербеновые, Заразиховые, Кунжутовые, Маслиновые, Норичниковые, Подорожниковые, Яснотковые |                        |                        |  | ещё 44 порядка цветковых растений, из которых к ясноткоцветным наиболее близки Гарриецветные, Горечавкоцветные и Паслёноцветные |  |  |  |
|  |                                                                              |                        |                        |                        | ещё около 150 родов, в том числе Геснерия, Глоксиния, Колерия, Синнингия, Стрептокарпус, Эсхинантус |                        |                        |                        | ещё 20 семейств, в том числе Акантовые, Бигнониевые, Вербеновые, Заразиховые, Кунжутовые, Маслиновые, Норичниковые, Подорожниковые, Яснотковые |                        |                        |  | ещё 44 порядка цветковых растений, из которых к ясноткоцветным наиболее близки Гарриецветные, Горечавкоцветные и Паслёноцветные |  |  |  |
|  | около 20 видов                                                               |                        |                        |                        | ещё около 150 родов, в том числе Геснерия, Глоксиния, Колерия, Синнингия, Стрептокарпус, Эсхинантус |                        |                        |                        | ещё 20 семейств, в том числе Акантовые, Бигнониевые, Вербеновые, Заразиховые, Кунжутовые, Маслиновые, Норичниковые, Подорожниковые, Яснотковые |                        |                        |  | ещё 44 порядка цветковых растений, из которых к ясноткоцветным наиболее близки Гарриецветные, Горечавкоцветные и Паслёноцветные |  |  |  |
|  |                                                                              |                        |                        |                        | ещё около 150 родов, в том числе Геснерия, Глоксиния, Колерия, Синнингия, Стрептокарпус, Эсхинантус |                        |                        |                        | ещё 20 семейств, в том числе Акантовые, Бигнониевые, Вербеновые, Заразиховые, Кунжутовые, Маслиновые, Норичниковые, Подорожниковые, Яснотковые |                        |                        |  | ещё 44 порядка цветковых растений, из которых к ясноткоцветным наиболее близки Гарриецветные, Горечавкоцветные и Паслёноцветные |  |  |  |
|  |                                                                              |                        |                        |                        | |                        |                        |                        | ещё 20 семейств, в том числе Акантовые, Бигнониевые, Вербеновые, Заразиховые, Кунжутовые, Маслиновые, Норичниковые, Подорожниковые, Яснотковые |                        |                        |  | ещё 44 порядка цветковых растений, из которых к ясноткоцветным наиболее близки Гарриецветные, Горечавкоцветные и Паслёноцветные |  |  |  |
|  |                                                                              |                        |                        |                        | |                        |                        |                        | |                        |                        |  | ещё 44 порядка цветковых растений, из которых к ясноткоцветным наиболее близки Гарриецветные, Горечавкоцветные и Паслёноцветные |  |  |  |
|  |                                                                              |                        |                        |                        | |                        |                        |                        | |                        |                        |  | |  |  |  |
|  |                                                                              |                        |                        |                        | |                        |                        |                        | |                        |                        |  | |  |  |  |

### Наиболее известные виды
- Saintpaulia confusa — Сенполия тёмная = Streptocarpus ionanthus subsp. grotei (Engl.) Christenh. Растение со стройным прямым стеблем высотой до 10 см. Цветки синевато-фиолетовые, с жёлтыми пыльниками, собраны в кисти по четыре[2].
- Saintpaulia ionantha — Сенполия фиалкоцветковая, или Сенполия фиалкоцветная[3] = Streptocarpus ionanthus (H.Wendl.) Christenh. — Стрептокарпус фиалкоцветковый. В природе растение имеет фиолетово-синие цветки, у выведенных же культиваров окраска может быть очень разнообразной: белой, розовой, красной, синей, фиолетовой, жёлтой. Листья сверху зелёные, снизу — зеленые или зеленовато-красноватые в зависимости от уровня освещенности и накопления красного пигмента[2].
- Saintpaulia magungensis — Сенполия магунгенская = Streptocarpus ionanthus subsp. grotei (Engl.) Christenh. Растение с ветвистыми стеблями высотой до 15 см и листьями диаметром около 6 см с волнистыми краями. Цветки пурпурные, собраны по два или четыре[2].
- Saintpaulia teitensis = Streptocarpus teitensis subsp. grotei (B.L.Burtt) Christenh. Редкий вид из горных районов на юго-востоке Кении, подлежит охране[6].

### Список таксонов
Список таксонов рода Сенполия видового и инфравидового ранга, а также видовых названий сенполии, вошедших в синонимику других таксонов, по данным сайта IPNI
- Saintpaulia alba E.A.Bruce, 1933 = Streptocarpus albus (E.A.Bruce) I.Darbysh., 2006
- Saintpaulia amaniensis F.Roberts, 1950 = Saintpaulia ionantha H.Wendl. subsp. grotei (Engl.) I.Darbysh., 2012
- Saintpaulia brevipilosa B.L.Burtt, 1964 = Streptocarpus brevipilosus (B.L.Burtt) Mich.Möller & Haston, 2015
- Saintpaulia confusa B.L.Burtt, 1956 = Streptocarpus ionanthus subsp. grotei (Engl.) Christenh.
- Saintpaulia difficilis B.L.Burtt, 1958 = Streptocarpus ionanthus subsp. grotei (Engl.) Christenh.
- Saintpaulia diplotricha B.L.Burtt (1947) = Saintpaulia ionantha H.Wendl. var. diplotricha (B.L.Burtt) I.Darbysh., 2006 = Streptocarpus ionanthus var. diplotrichus var. diplotrichus (B.L.Burtt) Christenh., 2012
- Saintpaulia goetzeana Engl., 1901 = Streptocarpus goetzeanus (Engl.) Christenh., 2012
- Saintpaulia grandifolia B.L.Burtt (1958) = Saintpaulia ionantha H.Wendl. subsp. grandifolia (B.L.Burtt) I.Darbysh. (2006)
- Saintpaulia grotei Engl. (1921) = Saintpaulia ionantha H.Wendl. subsp. grotei (Engl.) I.Darbysh. (2006) = Streptocarpus ionanthus subsp. grotei (Engl.) Christenh.
- Saintpaulia inconspicua B.L.Burtt (1958)
- Saintpaulia intermedia B.L.Burtt (1958)
- Saintpaulia ionantha H.Wendl. (1893) — Сенполия фиалкоцветковая, или Сенполия фиалкоцветная[3]
  - Saintpaulia ionantha H.Wendl. var. diplotricha (B.L.Burtt) I.Darbysh. (2006)
  - Saintpaulia ionantha H.Wendl. subsp. grandifolia (B.L.Burtt) I.Darbysh. (2006)
  - Saintpaulia ionantha H.Wendl. subsp. grotei (Engl.) I.Darbysh. (2006)
  - Saintpaulia ionantha H.Wendl. subsp. mafiensis I.Darbysh. & Pócs (2006)
  - Saintpaulia ionantha H.Wendl. subsp. nitida (B.L.Burtt) I.Darbysh. (2006)
  - Saintpaulia ionantha H.Wendl. subsp. occidentalis (B.L.Burtt) I.Darbysh. (2006)
  - Saintpaulia ionantha H.Wendl. subsp. orbicularis (B.L.Burtt) I.Darbysh. (2006)
  - Saintpaulia ionantha H.Wendl. subsp. pendula (B.L.Burtt) I.Darbysh. (2006)
  - Saintpaulia ionantha H.Wendl. subsp. rupicola (B.L.Burtt) I.Darbysh. (2006)
  - Saintpaulia ionantha H.Wendl. subsp. velutina (B.L.Burtt) I.Darbysh. (2006)
- Saintpaulia kewensis C.B.Clarke (1906)
- Saintpaulia magungensis E.P.Roberts (1950)
  - Saintpaulia magungensis E.P.Roberts var. occidentalis B.L.Burtt (1964)
- Saintpaulia nitida B.L.Burtt (1958) = Saintpaulia ionantha H.Wendl. subsp. nitida (B.L.Burtt) I.Darbysh. (2006)
- Saintpaulia orbicularis B.L.Burtt (1947) = Saintpaulia ionantha H.Wendl. subsp. orbicularis (B.L.Burtt) I.Darbysh. (2006)
- Saintpaulia pendula B.L.Burtt (1958) = Saintpaulia ionantha H.Wendl. subsp. pendula (B.L.Burtt) I.Darbysh. (2006)
- Saintpaulia pusilla Engl. (1901)
- Saintpaulia rupicola B.L.Burtt (1964) = Saintpaulia ionantha H.Wendl. subsp. rupicola (B.L.Burtt) I.Darbysh. (2006)
- Saintpaulia shumensis B.L.Burtt (1955)
- Saintpaulia teitensis B.L.Burtt (1958)
- Saintpaulia tongwensis B.L.Burtt (1947)
- Saintpaulia velutina B.L.Burtt (1958) = Saintpaulia ionantha H.Wendl. subsp. velutina (B.L.Burtt) I.Darbysh. (2006)